# Diseño jerárquico de la red
Las redes de datos han proporcionado un cambio en las comunicaciones humanas y han creado nuevas formas de comunicación. La red de datos es la plataforma en la que se produce la comunicación humana actualmente.
El diseño de una red de datos debe ser implementado de forma correcta para poder satisfacer las necesidades actuales de las empresas y los individuos. Las redes de datos también deben admitir las nuevas tecnologías en la medida que se adoptan.
Con el objetivo de simplificar el diseño, la implementación y la administración de las redes de datos, Cisco utiliza un modelo jerárquico para describir la red.

## Diseño jerárquico de la red
En un diseño jerárquico de la red o modelo jerárquico de tres capas se divide la red en varias capas independientes. Es una red plana que se divide en bloques más pequeños y fáciles de administrar. Se fragmenta para separar las funciones dentro de una red. Cada capa del diseño desempeña una función específica. La división de la red en capas mantiene los problemas de la red aislados por capas, simplifica el diseño, la implementación y la administración y ayuda a seleccionar el equipo y las características que va a necesitar la red.

## Capas del diseño jerárquico
El diseño de red jerárquico incluye tres capas. El modelo de red está compuesto por la capa de acceso, la capa de distribución y la capa de núcleo.
La capa de acceso es el punto en el que cada usuario, cada terminal, cada grupo de trabajo se conecta a la red.
La capa de distribución es el límite entre las capas de acceso y la capa de núcleo y su conectividad se basa en políticas.
La capa de núcleo o backbone de red proporciona una conmutación de paquetes de alta velocidad.

## Modelos del diseño jerárquico
Los diseños típicos de red LAN incluyen el modelo de red de tres niveles y el modelo de red de núcleo contraído.
El modelo de red de tres niveles incluye la capa de acceso, la capa de distribución y la capa de núcleo. En este modelo las tres capas del diseño están bien diferenciadas. Este modelo de red es típico de las redes empresariales de gran tamaño donde se necesita el máximo rendimiento, la disponibilidad de la red y el escalamiento del diseño.
Las redes empresariales de pequeño tamaño y que no crecen mucho con el tiempo, a menudo, utilizan un modelo de red de núcleo contraído o diseño jerárquico de dos niveles. En este modelo de red la capa de distribución y la capa de núcleo se combinan en una sola capa y las funciones de ambas capas se implementan en un solo dispositivo de red. La implementación de un modelo de núcleo contraído supone una reducción de los costos de red sin perder las ventajas del modelo jerárquico de tres niveles.

## Ventajas del diseño jerárquico
La división de la red en diferentes niveles permite que el tráfico dirigido a una red local siga siendo local y sólo el tráfico destinado a una red remota se traslade a una capa superior.
La separación de las funciones de la red permite que las redes sean más fáciles de diseñar, facilita su implementación y la resolución de problemas.
La división del problema complejo del diseño en áreas más pequeñas y más fáciles de administrar permite un diseño de red confiable.
La fragmentación en capas independientes permite modificar partes de la red, agregar nuevos servicios sin realizar importantes actualizaciones como reemplazar dispositivos de hardware.